# Zephyranthes sessilis
Zephyranthes sessilis är en amaryllisväxtart som beskrevs av Herb.. Zephyranthes sessilis ingår i släktet Zephyranthes och familjen amaryllisväxter. Inga underarter finns listade i Catalogue of Life.